# Atelomycteridae
Die Atelomycteridae sind eine Haifamilie aus der Ordnung der Grundhaie (Carcharhiniformes) mit 3 Gattungen und 13 Arten.

## Systematik und Merkmale
Die Atelomycteridae wurde 1936 durch die US-amerikanische Zoologin Edith Grace White als eigenständige, sich von den Katzenhaien unterscheidende Familie eingeführt. Grundlage war die Anzahl der Falten im Herz und im Spiraldarm und der Verknöcherungsgrad der Wirbel. Diese Merkmale erwiesen sich jedoch als  ungeeignet die Taxa klar voneinander zu trennen und die meisten späteren Autoren erkannten nur die Katzenhaie als valide Familie an.
Seit Mitte der 1980er Jahre zeigten aber sowohl morphologische wie auch Untersuchungen auf Grundlage von DNA-Analysen, dass die Katzenhaie kein Monophylum darstellen. Um wieder eine in einer modernen Systematik erforderliche Monophylie zu erreichen, wurde 2005 die Pentanchidae revalidiert und im Jahr 2022 die Atelomycteridae.
Merkmale, die für eine nahe Verwandtschaft der drei Gattungen der Atelomycteridae herangezogen werden, sind eine an der Spitze gegabelte Basihyale (eine knorpelige, zungenartige Struktur, die entlang der Mittellinie des Brustkorbs der Haie verläuft und die unteren kiementragenden Knorpel unterstützt) und auf der Ceratobranchiale (unterer Ast des Kiemenbogens) und manchmal auch auf der Epibranchiale (zweiter Knorpel von oben des Kiemenbogens) befinden sich nach vorne gerichtete Knorpelvorsprünge (processi rastriformis).

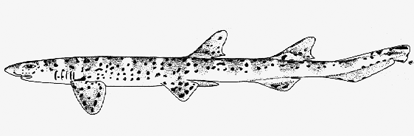
Atelomycterus macleayi

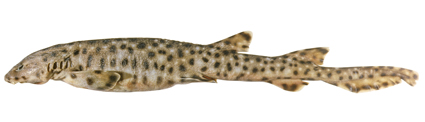
Aulohalaelurus labiosus

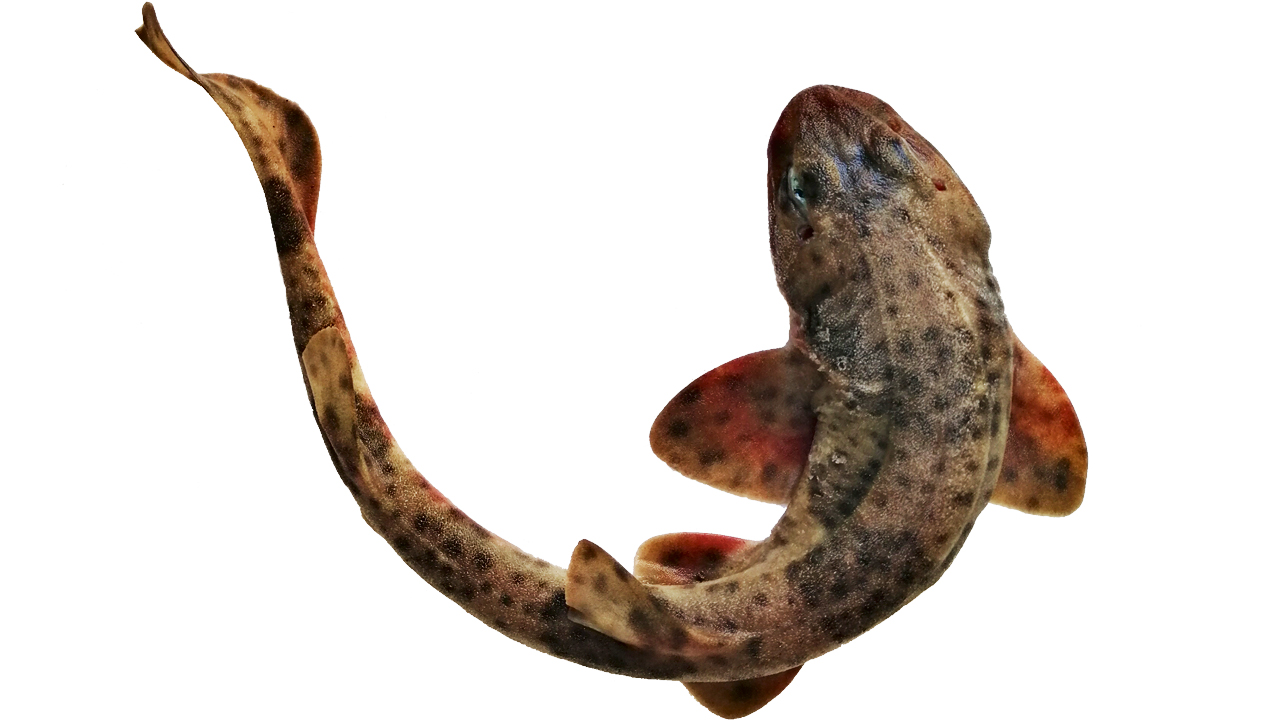
Schroederichthys chilensis

## Innere Systematik
In der Familie Atelomycteridae gibt es zwei Unterfamilien, drei Gattungen und 13 Arten:
- Unterfamilie Atelomycterinae Compagno, 1988
  - Gattung Atelomycterus
    - Bali-Katzenhai (Atelomycterus baliensis (White, Last & Dharmadi, 2005))
    - Atelomycterus erdmanni Fahmi & White, 2015
    - Gestreifter Sand-Katzenhai (Atelomycterus fasciatus (Compagno & Stevens, 1993))
    - Australischer Marmor-Katzenhai (Atelomycterus macleayi (Whitley, 1939))
    - Korallen-Katzenhai (Atelomycterus marmoratus (Anonymous [Bennett], 1830))
    - Östlicher gestreifter Katzenhai (Atelomycterus marnkalha (Jacobsen & Bennett, 2007))

  - Gattung: Aulohalaelurus Fowler, 1934
    - Neukaledonischer Katzenhai (Aulohalaelurus kanakorum (Séret, 1990))
    - Australischer schwarzgefleckter Katzenhai (Aulohalaelurus labiosus (Waite, 1905))
- Unterfamilie Schroederichthyinae Compagno, 1988
  - Gattung Schroederichthys Springer, 1966
    - Schmalmaul-Katzenhai (Schroederichthys bivius (Müller & Henle, 1838))
    - Rotgefleckter Katzenhai (Schroederichthys chilensis (Guichenot, 1848))
    - Schmalschwanz-Katzenhai (Schroederichthys maculatus Springer, 1966)
    - Eidechsen-Katzenhai (Schroederichthys saurisqualus Soto, 2001)
    - Schlanker Katzenhai (Schroederichthys tenuis Springer, 1966)